# Машин Хед
Вижте пояснителната страница за други значения на Machine Head.
Machine Head е американска траш метъл и груув метъл група, основана в град Оукланд, щата Калифорния, САЩ през 1991 г.
Формирана от вокала и китарист Роб Флин и басиста Адам Дюс, групата е претърпяла много промени в състава от основаването си. Съставът включва още Флин (вокалист и китарист), Дюс (басист), Фил Демел (китарист) и Дейв Макклейн (барабанист). Machine Head са сред пионерите в „новата вълна в американския хевиметъл“.
Въпреки че техният първи албум постига големи успехи, следващите им произведения предизвикват критиката, която ги „обвинява в комерсиализация“. Със своите четирима основатели, групата почти е разпусната през 2002 г., след като Roadrunner Records прекратяват подписаният договор, поради неуспех в продажбите на албуми и противоречия. Скоро след това бандата подписва отново с Roadrunner Records и оттогава издава два албума. През 2007 г., Machine Head издават творбата The Blackening, която им донася и първата Грами номинация.

## История

### Основаване и Burn My Eyes (1991 – 1996)
Machine Head е основана през 1991 г. в Оукланд, Калифорния от вокала и китарист Роб Флин и басиста Адам Дюс. Към своя проект двамата привличат китариста Логан Мейдър и барабаниста Тони Констанца. Името на групата е измислено от Роб Флин, тъй като то „звучало яко“, независимо от популярното мнение, че идва от албум на Deep Purple, който е със същото наименование. Групата започва да се събира и свири в местен склад, който споделят с още четири пънк групи.
Machine Head записват първото си демо в спалнята на приятел и влагат капитал от $800, който Дюс печели, правейки сделки за амфетамини и марихуана.
. По-късно те представят демото на Roadrunner Records, които решават да подпишат договор с Machine Head.
Machine Head влизат във Fantasy Studios в Бъркли, Калифорния за да запишат своя дебютен албум Burn My Eyes. Не след дълго, Констанца напуска бандата и е заместен от Крис Контос. По-голяма част от песните от албума са написани от Флин, както и от Дюс, когато Флин е отсъствал. Албумът е продуциран от Колин Ричардсън и е издаден на 9 август 1994 г. Албумът продава 400 000 копия по света, ставайки най-добре продваният дебютен албум на Roadrunner Records. Allmusic редакторът Джон Франк определя албума като „експеримент-месомелачка“ в бруталността.
Не много време след издаването на Burn My Eyes, Контос е изгонен от бандата, поради неспазването на ангажиментите към турнетата. Той бива заместен от Дейв Макклейн. С нов член, Machine Head започват усилени концертни прояви, представяйки албума си и свирейки като подгряваща група на траш титаните Slayer. След няколко месеца, групата се завръща на местата посетила със Slayer, за да изнесе нови концерти.

### The More Things Change... и The Burning Red (1997 – 1999)
След изнасянето на концерти и представянето на Burn My Eyes, групата влиза в звукозаписното студио отново, за да запише своя втори студиен албум наречен The More Things Change.... Продуцент и миксер е отново Ричардсън. Албумът е издаден на 25 март 1997 г. и дебютира под номер 138 на Billboard 200 албумните класации. Machine Head за първи път участват на фестивала Ozzfest същата година, когато е издаден и вторият албум. Под влияние на наркотици Мейдър започва да ругае и обижда останалите членове от групата, а на следващия ден напуска. Замества го Арю Ластър.
След три години турнета и работа с продуцента Рос Робинсън, Machine Head издават техния трети студиен албум, The Burning Red, на 10 август 1999 г. Ластър оказва влияние на групата, добавяйки нови елементи към музиката, включително рап вокали. Тази промяна предизвиква част от почитателите им, които ги обвиняват в комерсиализация. Макклейн обявява, че тяхната група няма за цел да звучи като популярните групи, а да бъдат различни и разнообразни. The Burning Red става най-продаваният албум на Machine Head от години и дебютира под номер 88 на Billboard 200.

### Supercharger и Through the Ashes of Empires (2001 – 2006)
След като Machine Head завършват концертното представяне на последния си албум, те отново влизат в звукозаписното студио, за да запишат техния следващ албум Supercharger, с продуцент Джони К (на английски: Johnny K). Новата творба е издадена на 2 октомври 2001 г. и достига 115-а позиция на Billboard 200. В него отново присъстват рап вокали, за което групата е залята от нови критики, запратени от фенове и критици.
Machine Head осъществяват издаването на сингъла „Crashing Around You“, както и на музикално видео. Видеото е издадено няколко седмици след атентатите от 11 септември 2001 г., като материала включва и падащи сгради и поради тази причина MTV забранява излъчването му. В същото време, Roadrunner Records очаквайки печалби от албумните промоции, спира финансирането на групата и тя е принудена да напусне лейбъла.
По същото време, по което бандата напуска Roadrunner Records, Ластър я изоставя поради различия в музикалните идеи. За да завършат договорните задължения, момчетата от Machine Head издават първия си лайф албум, Hellalive, който включва няколко записа, на които Демел свири на китара. Независимо от това, че групата е прекратила договора с американския клон на Roadrunner Records, Machine Head подписват отново договор с Roadrunner International.
След европейското им турне, Демел се завръща към семейния бизнес, а групата започва да функционира като трио. През март 2003 г. Демел се присъединява като постоянен китарист и започва да пише заедно с групата. През юни 2003 г. те влизат в звукозаписно студио, а продуцент става Флин. На 27 октомври 2003 г. издават Through the Ashes of Empires в Европа.
Много лейбъли отказват на Machine Head, докато Roadrunner USA не проявяват интерес към новия албум и не им предлагат да подпишат нов договор. Групата приема отправеното предложение при единственото условие, че музиката която те творят, е 100% тяхно притежание. На 20 април 2004 г. Through the Ashes of Empires е издаден в САЩ с бонус-запис, заради дългото чакане на американците за излизането на албума. Новата творба достига до 88-а позиция в класацията на Billboard 200. По-късно бандата издава и сингъла „Imperium“, чийто видеоклип постига голяма честота на излъчване по канала MTV. През 2005 г. Machine Head свирят на сцената на True Metal пред най-голямата си публика до този момент – около 40 000 почитатели. Групата издава и DVD през декември 2004 г., което съдържа цял концерт от Brixton Academy, документална част и музикални видеа. DVD-то се изкачва на 13 позиция на американските музикални видео класации. През 2005 г. свирят на Dubai Desert Rock Festival, което е и първото им участие в Близикия Изток.

### The Blackening (2007 – 2010)
Шестият студиен албум на Machine Head, озаглавен The Blackening, е издаден в Северна Америка на 27 март 2007 г. Той достига 53 позиция на Billboard 200, което е тяхното най-високо постижение. През първата седмица са продадени 15 000 копия от творбата. Тя също успява да влезе и в Топ 20 на някои европейски държави.
Албумът получава положителни отзиви от музикални критици, като някои го обявяват и за най-добрия метъл албум на 2007 г. Редакторът Дон Кай от Blabbermouth.net му дава оценка 9,5 от максимално възможна 10, казвайки че The Blackening е един от най-чистите и най-силни изрази на модерния хевиметъл и си позволява да го сравни с албума на Metallica Master of Puppets. Machine Head провеждат турнета в Северна Америка с Lamb of God, Trivium и Gojira в началото на 2007 г., където представят The Blackening и също така са били подгряваща група на Megadeth и Heaven and Hell през април 2007 г. Групата взема участие и във фестивала Download Festival. Скоро след това, тя обявява новината за провеждане на турне в Япония, Европа и Австралия, наречено The Black Crusade, от октомври до декември. На 12 юни 2007 г., на Metal Hammer наградите групата е наградена за „Най-добър албум“, а Флин за „Златен бог“. Групата също печели и наградата „Албум на годината“, присъдена от списание Kerrang. Бандата заменя Bullet For My Valentine, които са подгряваща група на Metallica, по време на концерт на стадиона Уембли на 8 юли 2007 г. Machine Head също изнасят концерти в Северна Америка с групите Hellyeah, Nonpoint и Bury Your Dead в началото на 2008 г. Световното турне на трашърите завършва през месец март 2008 г., когато те посещават места като Тел Авив, Израел и Дубай, ОАЕ.
През октомври 2008 г., групата изнася концерти със Slipknot в Австралия , а през ноември и декември освен със Slipknot, „обикаля“ и с Children of Bodom в Европа. Групата е направила смазващ кавър на класиката на Iron Maiden „Hallowed Be Thy Name“ за предстоящата компилация на списание Kerrang!, озаглавена „Maiden Heaven: A Tribute to Iron Maiden“.

### Unto the Locust (2010 – 2012)
През ноември 2010 г. Machine Head започват работа и демо записи на нов материал за техния седми студиен албум, „Unto the Locust“, записите за който официално започват на 16 април 2011 г. в Green Day's Jingletown Studios в Оукланд, щата Калифорния. Първата официална песен от албума „Locust“ е официално пусната на 14 юни 2011 г. Албумът на свой ред излиза на 27 септември 2011 г. Machine Head правят турне в САЩ през лятото на 2011 г. на Rockstar Energy Mayhem Festival, в който подгряват на Megadeth, Godsmack и Disturbed през първите девет дати и са хедлайнери през останалите 18 дати. На 14 ноември 2011 г. става известно, че Machine Head ще са на турне в Северна Америка, подгрявани от Suicide Silence и Darkest Hour.

### Bloodstone & Diamonds (2013 –)
На 22 февруари 2013 г. Адам Дюс напуска групата. Впоследствие са проведени прослушвания за нов басист на два етапа – първият се състои в изпращане на записи на изпълнение от страна на кандидат-басистите на няколко песни на Machine Head. Вторият етап е лично прослушване от бандата на живо. На 24 юни 2013 г. групата излиза с официално изявление в интернет, че след двуетапното прослушване за нов басист са се спрели на Джаред Макийчърн, бивш басист на групата Sanctity.
През април 2013 г., бандата пуска демо версия на песен от новия албум, който впоследствие се разбира, че ще се казва „Bloodstone & Diamonds“. Песента се казва „Killers & Kings“, а в EP-то е включен и кавър на песните „Bleeding и Our Darkest Days“ на американската хардкор група Ignite.
Новият албум „Bloodstone & Diamonds“ е издаден на 7 ноември 2014 г. Това е осмият им дългосвирещ албум, първи с новия басист Джаред Макийчърн и първи такъв с новия им лейбъл – Nuclear Blast Records. Вторият сингъл към този албум е песента „Now We Die“, към която има и записан видеоклип.

## Стил и влияния
Machine Head смесва няколко стила като траш метъл, груув метъл и чист хевиметъл. Повлияни са от траш банди като Metallica, Exodus, Slayer и Testament, груув групите Pantera и Exhorder, а също и някои представители на грънджа като Nirvana, Soundgarden и Alice in Chains. Своето влияние им оказват и пионерите в хевиметъла Judas Priest, Iron Maiden, Rush и Black Sabbath.
Първите албуми на Machine Head Burn My Eyes и The More Things Change... са определени като груув и траш и звучат подобно на Pantera. Включват брутални и технични барабани от Крис Контос и Дейв Маклейн. Групата променя малко звученето си в албумите The Burning Red и Supercharger в съответствие с набралата популярност ню метъл вълна. Тези албуми включват и рапиране от Роб Флин в съчетание с прости китарни рифове, но не изключват типичния агресивен звук за бандата. Промяната е приета негативно от голямата част от феновете на групата.
Machine Head се завръща към своите груув и траш корени с албума Through the Ashes of Empires, който бележи успех. Unto the Locust съдържа тежки и бързи рифове от Роб Флин и Фил Демел, повлияни от класическата музика.

## Членове

### Настоящи членове
- Роб Флин: вокали, китара (1991– )
- Фил Демел: китара (2002– )
- Дейв Макклейн: барабани (1995– )
- Джаред Макийчърн: бас китара, беквокали (2013– )

### Бивши членове
- Логън Мейдър: китара (1991 – 1998)
- Арю Ластър: китара (1998 – 2002)
- Тони Констанца: барабани (1992 – 1994)
- Крис Контос: барабани (1994 – 1995)
- Адам Дюс: бас китара, беквокали (1991 – 2013)

## Дискография

### Албуми
| Заглавие и снимка            | Издаден на                           | Издател            | Позиция в класациите | Продажби в САЩ |
| Burn My Eyes                 | 9 август 1994 г.                     | Roadrunner Records | ?                    | 185 000        |
| The More Things Change...    | 25 март 1997 г.                      | Roadrunner Records | Billboard 200 – #138 | 125 104        |
| The Burning Red              | 10 август 1999 г.                    | Roadrunner Records | Billboard 200 – #88  | 144 418        |
| Supercharger                 | 2 октомври 2001 г.                   | Roadrunner Records | Billboard 200 – #115 | 54 994         |
| Through the Ashes of Empires | 27 октомври 2003 г. 20 април 2004 г. | Roadrunner Records | Billboard 200 – #88  | ?              |
| The Blackening               | 26 март 2007 27 март 2007 г.         | Roadrunner Records | Billboard 200 – #54  | 380 825        |
| Unto the Locust              | 27 септември 2011 г.                 | Roadrunner Records | Billboard 200 – #22  | ?              |
| Bloodstone & Diamonds        | 7 ноември 2014 г.                    | Nuclear Blast      | Billboard 200 – #21  | ?              |
| Catharsis                    | 2018 г.                              |                    |                      |                |

### Сингли
| Година | Заглавие                             | От албума                    |
| 1995   | Old“                                 | Burn My Eyes                 |
| 1997   | „Take My Scars“                      | The More Things Change...    |
| 1999   | „From This Day“                      | The Burning Red              |
| 1999   | Year of the Dragon                   | The Burning Red              |
| 1999   | Year of the Dragon Tour Diary: Japan | The Burning Red              |
| 1999   | „Silver (Take My Hand)“              | The Burning Red              |
| 2001   | „Crashing Around You“                | Supercharger                 |
| 2004   | „Days Turn Blue to Gray“             | Through the Ashes of Empires |
| 2007   | „Now I Lay Thee Down“                | The Blackening               |
| 2007   | „Aesthetics of Hate“                 | The Blackening               |
| 2007   | Halo“                                | The Blackening               |
| 2007   | „The Blackening & Beyond EP“         | The Blackening               |

### DVD-та
| Дата на издаване    | Заглавие                   | Издател            | Позиция в британските класации |
| 11 октомври 2005 г. | Elegies (Machine Head DVD) | Roadrunner Records | #13 („Топ музикални видеа“)    |

### Музикални видеа
| Година | Песен                                    | Режисьор      | Албум                        |
| 1995   | „Old“                                    | Крис Хафнър   | Burn My Eyes                 |
| 1995   | „Davidian“                               | Крис Хафнър   | Burn My Eyes                 |
| 1997   | „Ten Ton Hammer“                         | Крис Хафнър   | The More Things Change...    |
| 1997   | „Take My Scars“                          | Крис Хафнър   | The More Things Change...    |
| 1999   | „From This Day“                          | Майкъл Мартин | The Burning Red              |
| 2001   | „Crashing Around You“                    | Нейтън Кокс   | Supercharger                 |
| 2003   | „The Blood, The Sweat, The Tears“ (live) | Роб Флин      | Hellalive                    |
| 2003   | „Imperium“                               | Майк Слоут    | Through the Ashes of Empires |
| 2004   | „Days Turn Blue to Gray“                 | Майк Слоут    | Through the Ashes of Empires |
| 2005   | „Seasons Wither“ (live)                  | Майк Слоут    | Elegies                      |
| 2007   | „Aesthetics of Hate“                     | Майк Слоут    | The Blackening               |
| 2007   | „Now I Lay Thee Down“                    | Майк Слоут    | The Blackening               |
| 2008   | „Halo“                                   |               | The Blackening               |

## Machine Head в България
Machine Head идват в България на 11 декември 2004 г., след като са зъвършили тяхно представление в съседна Република Македония. Оборудването, с което пристигат е поместено в цял тир, а екипът от техници и мениджъра са общо 16. Посещението е част от тяхното европейско турне, наречено „World Turns Blue To Gray Tour“, което е започнало през месец октомври същата година. Machine Head свирят в зала „Фестивална“, София.